# Constitution afghane de 2004
Lire en ligne

Université de Perpignan : Traduction ;
Maison du peuple : (en) Traduction ;
Cour suprême : (fa) version officielle, (en) traduction

Constitution afghane de 1964 Constitution afghane de 2022
La constitution afghane régissait l'organisation de l'État afghan formé par la Coalition internationale entre la chute du régime des Talibans en octobre-décembre 2001 et leur reprise du pouvoir en août 2021. Elle a été adoptée en janvier 2004 par une assemblée de notables afghans.

## Préambule
Le Préambule de la Constitution évoque onze points qui président aux grands principes du texte. L'islam comme religion du peuple afghan et la résistance difficile du djihâd contre les Soviétiques sont les premiers points reconnus.
Cependant, de nombreux autres points sont affirmés :
- le respect de la Déclaration universelle des droits de l'homme[1] ;
- la garantie de l'unité nationale, de la souveraineté du pays et de son intégrité[1] ;
- le refus de l'oppression, de la discrimination, des atrocités et l'instauration d'une société basée sur l'autorité de la loi, la justice sociale, la protection des droits de l'homme et de la dignité[1] ;
- assurer le développement d'un pays prospère et d'un environnement sain[1] ;
- replacer le pays sur la scène internationale[1].

## État afghan
Les vingt-et-un premiers articles (Chapitre I) définissent les bases de l'État, ses devoirs envers les citoyens afghans et ceux envers la communauté internationale. Ils instaurent la primauté de l'islam dans les lois du pays, traitent des langues officielles, de la défense de l'intégrité du territoire, des droits des citoyens, des traits fondamentaux de l'économie du pays et de celles de l'éducation.
Ainsi, la Constitution définit l'État afghan comme une république islamique unie et indivisible dont Kaboul est la capitale. L'article 3 dispose qu'aucune loi ne peut être contraire à l'islam. Les autres religions ne sont donc autorisées que dans les limites de la loi (article 2).
L'article 4 précise les différentes ethnies reconnues en Afghanistan. Les langues officielles sont reconnues à l'article 16. Il s'agit du dari et du pachto. Plusieurs autres langues possèdent néanmoins le statut de langue officielle dans les régions où elles sont largement pratiquées.
L'article 5 établit que la défense du pays est du ressort de l'État. L'article 7 engage l'État à respecter la Charte des Nations unies, les traités internationaux et la Déclaration Universelle des Droits de l'Homme. En outre, il doit aussi tout mettre en œuvre pour empêcher toute activité terroriste et lutter contre la production et le trafic de drogue.
Sur le plan économique, un régime capitaliste basé sur l'économie de marché et d'inspiration très libérale est instauré par les articles 10 et 12 : la banque centrale afghane est ainsi indépendante et chargée d'émettre la monnaie et de définir la politique monétaire du pays. D'autres articles encouragent aussi les entreprises privées (comme l'article 52 en matière de santé).
Enfin, l'éducation, et notamment l'éducation religieuse, sont aidées par l'État.

## Droits et devoirs des citoyens
Le Chapitre II de la constitution comporte 37 articles qui définissent les droits et les devoirs des citoyens afghans.
Les premiers principes posés sont ceux de l'égalité homme-femme (article 21) et le devoir de l'État de respecter et de protéger la liberté de ses citoyens (article 22). En matière de justice, la présomption d'innocence et le droit à un avocat sont établis et la torture interdite. Il est également interdit par l'article 32 d'emprisonner quelqu'un sur le seul motif de dette.
La liberté d'expression est garantie comme inviolable et chaque citoyen afghan peut imprimer ou publier des documents sans requérir l'autorisation de l'État (article 34). Une commission indépendante doit être créée pour veiller au respect des droits de l'homme (article 58).
Les partis politiques et les organisations sociales (comme les syndicats) sont autorisés à condition de remplir certaines conditions :
- le programme des partis n’est pas contraire aux principes de l’islam et aux valeurs de la Constitution[3] ;
- la structure organisationnelle et les origines du financement sont connues[3] ;
- le parti n’a pas des objectifs ou des structures paramilitaires voire militaires[3] ;
- le parti n’a pas d’attaches, y compris financières, avec un parti politique étranger[3] ;
- le fonctionnement du parti ne peut reposer sur des bases ethniques ou régionales (article 35)[3].

L'éducation est du ressort de l'état même si des écoles privées peuvent être créées (article 46). L'enseignement est gratuit jusqu'à la licence et l'État doit s'attacher en particulier à promouvoir l'éducation des femmes et des nomades (article 44).
Le droit au travail est reconnu pour tous les Afghans et le travail forcé est interdit. En matière de santé, l'État doit fournir gratuitement des traitements médicaux, des soins préventifs et des structures correctes à tous les Afghans.

## Chef de l'État
Onze articles (Chapitre III) définissent les droits et devoirs du président afghan. Il est assisté par deux vice-présidents dont le premier peut assurer l'intérim en cas de besoin. Il est élu au suffrage universel direct.
Un candidat à la présidence ou à la vice-présidence doit être afghan, musulman, être âgé d'au moins 40 ans, ne pas avoir déjà effectué deux mandats et ne pas avoir fait l'objet de condamnations criminelles ou été déchu de ses droits civiques.
Le président afghan possède de larges pouvoirs :
- superviser l’application de la Constitution[4] ;
- déterminer la politique fondamentale de l’État avec l’approbation de l’Assemblée nationale[4] ;
- être le commandant en chef de l’Armée[4] ;
- déclarer la guerre et la paix avec l’approbation de l’Assemblée nationale[4] ;
- prendre les mesures nécessaires pour assurer la défense et l’intégrité du territoire et protéger l’indépendance du pays[4] ;
- envoyer des forces armées dans des pays étrangers avec l’approbation de l’Assemblée nationale[4] ;
- convoquer la Loya Jirga suivant les conditions prévues par l’article 68[4] ;
- déclarer l’état d’urgence et y mettre fin avec l’approbation de l’Assemblée nationale[4] ;
- inaugurer les séances de l’Assemblée nationale et de la Loya Jirga - accepter la démission d’un vice-président[4] ;
- nommer les ministres, le procureur général, le président de la Banque centrale, le directeur des services secrets, le président de la section afghane de la Croix-Rouge avec l’approbation de l’Assemblée nationale[4] ;
- nommer le président de la Cour suprême avec l’approbation de l’Assemblée nationale[4] ;
- nommer les juges, les officiers des forces armées et de sécurité, - nommer les diplomates responsables des missions diplomatiques afghanes à l’étranger et auprès des institutions internationales, - signer les lois et les décrets[4] ;
- réduire les peines et amnistier les prisonniers[4] ;
- convoquer un référendum (article 66)[4].

Il peut être destitué.

## Gouvernement
Les pouvoirs du gouvernement sont définis par dix articles et constituent le chapitre IV de la constitution afghane.
Le gouvernement dispose de l'initiative législative devant l'Assemblée Nationale. Il doit aussi faire appliquer les lois et les décisions judiciaires, maintenir l'ordre public et lutter contre la corruption, préparer le budget et réguler les affaires financières, protéger les biens publics et rapporter devant l'Assemblée les résultats fiscaux et ses objectifs en la matière.
Pour faire partie du gouvernement, un ministre doit être afghan, avoir suivi un enseignement supérieur, avoir une expérience professionnelle, une bonne réputation, être âgé d'au moins 35 ans et ne pas avoir fait l'objet de condamnations criminelles ou avoir été privé de ses droits. En outre, sa nomination doit être approuvée par l'Assemblée Nationale.

## Assemblée nationale
Selon le chapitre V, l'Assemblée nationale se compose de deux chambres : la Chambre du peuple (Wolesi Jirga) et la Conseil des anciens (Meshrânou Jirga). C'est l'organe chargé du pouvoir législatif et l'expression de la volonté populaire.
La Chambre du peuple est composée au maximum de 250 députés. Chaque région désigne un nombre de députés proportionnel à sa population. Leur mandat est de cinq ans et ils sont élus au suffrage universel direct et  secret. Les candidats doivent être afghans depuis au moins dix ans, âgé d'au moins 25 ans et n'avoir fait l'objet d'aucune condamnation criminelle ou de déchéance de ses droits. Deux femmes doivent obligatoirement être élues par province. Un tiers de ses membres peuvent décider de mettre le gouvernement sous surveillance en créant une commission spéciale.
Les membres du Conseil des anciens sont élus de différentes manières. Chaque conseil de province élit un membre pour quatre ans, chaque conseil de district une personne pour trois ans et le président désigne le tiers restant où doit figurer deux représentants des handicapés, deux des nomades kouchis et 50 % de femmes. Les candidats doivent être afghans depuis au moins dix ans, âgé d'au moins 35 ans et n'avoir fait l'objet d'aucune condamnation criminelle ou de déchéance de ses droits.
Chaque assemblée élit un président, deux vice-présidents, un secrétaire et un vice-secrétaire pour une période d'un an.
L'Assemblée nationale détient les pouvoirs suivants :
- ratification, modification ou abrogation des lois et des décrets[6] ;
- approbation des plans de développement économique, social, culturel et technologique[6] ;
- approbation du budget, des prêts et des subventions[6] ;
- création et modification des unités administratives[6] ;
- ratification ou abrogation des accords et traités internationaux auxquels l’Afghanistan adhère[6].

La Chambre du peuple peut aussi interpeller un ministre voire demander un vote de confiance. En cas de désaccord entre les deux assemblées, c'est aussi elle qui prend la décision finale.

## Loya Jirga
La Loya Jirga est la plus haute représentation du peuple afghan selon le chapitre VI de la Constitution (six articles). Elle est constituée des membres de l'Assemblée nationale, des présidents des conseils de province et ceux de districts. Le président et les ministres peuvent participer aux débats mais pas aux votes.
Elle est convoquée pour statuer sur les affaires touchant à l'indépendance, l'intégrité territoriale, la souveraineté nationale et les intérêts suprêmes du pays, pour amender la Constitution et en cas de poursuites contre le président.